# FinCEN
FinCEN (Financial Crimes Enforcement Network) — агентство по борьбе с финансовыми преступлениями, являет собой бюро в составе Министерства финансов США. Занимается борьбой с отмыванием денег, финансированием терроризма и финансовыми преступлениями.

## Функции
В ноябре 2013 года директор FinCEN выразил свою миссию в том, чтобы «защитить финансовую систему от незаконного использования, бороться с отмыванием денег и способствовать национальной безопасности». FinCEN выполняет функции подразделения финансовой разведки США и является одним из 147 подразделений финансовой разведки, составляющих группу «Эгмонт». Девиз FinCEN — «следуй за деньгами». На веб-сайте говорится: «Основным мотивом преступников является получение финансовой выгоды, и они оставляют финансовые следы, пытаясь отмыть доходы от преступлений или пытаясь потратить свою незаконно полученную прибыль». Это сеть, объединяющая людей и информацию вместе, координируя обмен информацией с правоохранительными органами, регулирующими органами и другими партнёрами в финансовой индустрии.